# Coenosia graciliventris
Coenosia graciliventris är en tvåvingeart som beskrevs av Ringdahl 1954. Coenosia graciliventris ingår i släktet Coenosia och familjen husflugor. Inga underarter finns listade i Catalogue of Life.